# Karl Johann Philipp Spitta
Karl Johann Philipp Spitta (ur. 1 sierpnia 1801 w Hanowerze, zm. 28 września 1859 w Burgdorfie) – niemiecki ewangelicki teolog i poeta, autor pieśni duchowych.
Piastował urząd superintendenta w miejscowościach Wittingen, Peine i Burgdorf.
W polskim tłumaczeniu znane są m.in. pieśni: Czyż może świat się uradować radością prawą pijąc grzech?, Duchu mocy, Duchu wiary, posłuszeństwa, karnych sił, Miasto Boże mocno stoi (ŚE 550), Chcę przy Tobie zostać, Panie (ŚE 782), Jak będzie nam, gdy po skończonym boju (ŚE 912).